# Jevto Dedijer
Jevto Dedijer, (Čepelica, Hercegovina, 15. kolovoza 1880. – Sarajevo, 24. prosinca 1918.), geograf 
Gimnaziju učio u Mostaru, studirao na Velikoj školi u Beogradu i na Univerzitetu u Beču, gdje je doktorirao 1907. Bio zaposlen u Zemaljskom muzeju u Sarajevu do aneksije BiH (1908.). Potom je profesor na bogosloviji u Beogradu, a on 1910. docent geografije na Univerzitetu u Beogradu. Za Prvog svjetskog rata emigrirao je u Francusku, zatim u Švicarsku. Po završetku rata vratio se u zemlju, gdje je umro. Kao gimnazijalac počeo je proučavati sela prema Uputstvima Jovana Cvijića. Napisao više radova iz antropogeografije i geomorfologije (Prilozi geološkoj istoriji Neretve; Tragovi glečera u Alabaniji i novoj Srbiji (na francuskom jeziku)).